# Tempo (série de jeux vidéo)
Cet article concerne la série de jeux vidéo. Pour le jeu vidéo, voir Tempo (jeu vidéo). Pour les autres articles homonymes, voir Tempo (homonymie).
Tempo (テンポ) est une série de jeux vidéo de plates-formes créée par Sega. Les personnages de la franchise ont été créés par Red,.

## Liste de jeux
- 1995 - Tempo (Mega Drive 32X)
- 1995 - Tempo Jr. (Game Gear)
- 1998 - Super Tempo (Sega Saturn)